# Triolena allardii
Triolena allardii là một loài thực vật có hoa trong họ Mua. Loài này được (Wurdack) Wurdack miêu tả khoa học đầu tiên năm 1975.